# Електрофони инструменти
Музички инструменти су средства помоћу којих музичари стварају музику у живом извођењу. Најтачнија и најпрецизнија подела музичких инструмената, зависно од грађе и начина добијања тона и звука, је следећa:
1. Мембранофони или опнозвучни инструменти
2. Идиофони инструменти
3. Кордофони, хордофони или жичани инструменти 
4. Аерофони инструменти
5. Електрофони, етерофони или електронски (електроакустички) инструменти

## Електрофони инструменти
Електрофони, етерофони или електронски (електроакустички) инструменти (грч. електрон = ћилибар, трљњем се ствара статички електрицитет - електрицитет, тј. електроника у овим инструментима суделује; итал. strumenti elettrofoni) – то су нови музички инструменти који су се појавили почетком 20. века и који су стално у експанзији. Код њих тон настаје електроакустичким путем, помоћу тон-генератора, осцилаторних кола и разних техничких уређаја. Чују се преко звучника. 
Ту спадају електронски инструменти као пто су: електрокорд, електрична гитара, вибрафон, електронске оргуље (Хемонд-оргуље, енгл. Hammond organ) и данас врло популарни синтесајзери. 
Комбинацијама разних боја, могуће је стварање нових, до данас непознатих боја и звукова као што су (траутониум и мартеноови таласи). 
Прикажимо само неке електрофоне инструменте: 
- Вибрафон Playⓘ
- Електрична гитара Playⓘ
- Траутониум
- Хемонд-оргуље Playⓘ
- Теремин Playⓘ
- Синтесајзер Playⓘ
- MIDI контролер
- Мартеноови таласи